# Polyphysia crassa
Polyphysia crassa är en ringmaskart som först beskrevs av Örsted 1843.  Polyphysia crassa ingår i släktet Polyphysia och familjen Scalibregmatidae. Arten är reproducerande i Sverige. Utöver nominatformen finns också underarten P. c. fauveli.